# Lukas Björklund
Lukas Edvin Björklund (født 16. februar 2004 i Ystad) er en svensk professionel fodboldspiller, der spiller for Sønderjyske Fodbold som central midtbanespiller.

## Karriere
Björklund sin karriere hos Ystads IF, og rykkede senere i sine ungdomsår til Malmö FF. Efter to år i Malmö, rykkede han til AC Milan i 2020 Han fik aldrig sit gennembrud i Italien og spillede i sine to år i Milan kun på klubbens ungdomshold uden at få debut på førsteholdet.
Den 1. september 2022, skrev Björklund under med Sønderjyske Fodbold som på daværende tidspunkt lå i 1. division i Danmark, på en aftale til 2025.  Björklund der på daværende tidspunkt var 18 år, fik sine første minutters seniorfodbold i den efterfølgende sæson og spillede 24 kampe i 1. division og scorede tre mål og lavede to oplæg.
I maj 2023 fik han en knæskade, som tvang ham til en operation der holdte ham ude i et år. I december 2023 forlængede han sin kontrakt med Sønderjyske Fodbold, til at løbe til 2026. Han fik Superliga-debut for Sønderjyske Fodbold den 21. juli 2024 i et 1-0 nederlag på udebane mod Silkeborg IF.